# Bảo hiểm kinh doanh
Bảo hiểm kinh doanh là phương thức hoạt động kinh doanh của các tổ chức bảo hiểm, nhằm mục đích thu lợi nhuận dựa trên cơ sở huy đông các nguồn tài lực thông qua sự đóng góp của những người tham gia bào hiểm, để tạo lập nên quỹ bảo hiểm phân phối sử dụng quỹ và chi trả tiền bảo hiểm bồi thưởng tổn thất rủi ro cho các đối tượng bảo hiểm tuân theo quy định của pháp luật.
- Đặc điểm của bảo hiểm kinh doanh là:

-	Hoạt động thường hướng tới mục tiêu lợi nhuận 
-	Vừa mang tính chất bồi hoàn vừa mang thính chất khong bồi hoàn.
-	Tính chất bồi hoàn của bảo hiểm kinh doanh là yếu tố không thể xác định trước về quy mô, không gian hay thời gian mà chỉ có thể xác định được khi rủi ro thực tế đã xảy ra.
-	Mức độ bồi hoàn của bảo hiểm kinh doanh thường lớn hơn rất nhiều lần so với bảo hiểm phí đã đóng.

## Nguyên tắc
- Lấy số đông bù số ít
- Rủi ro có thể được bảo hiểm
- Phân tán rủi ro
- Trung thực tuyệt đối
- Quyền lợi có thể được bảo hiểm
- Là khâu trung gian trong hệ thống tài chính
- Phương pháp tạo lập sử dụng quỹ: tập trung bảo hiểm phí từ các chủ thể khác nhau phân phối sử dụng để chi trả bao hiểm

## Nguyên tắc BH thương mại
1. Chỉ bảo hiểm sự rủi ro, không bảo hiểm sự chắc chắn
2. Trung thực tuyệt đối
3. Quyền lợi có thể được bảo hiểm.
4. Bồi thường
5. Thế quyền